# Танай-Тураево
Танай-Тура́ево (тат. Таңай-Турай) — село в Апастовском районе Республики Татарстан, в составе Чуру-Барышевского сельского поселения.

## География
Деревня находится на реке Улёма, в 5 км к востоку от районного центра, посёлка городского типа Апастово.

## История
В окрестностях деревни выявлен археологический памятник – Танай-Тураевское городище (булгарско-золотоордынский период).
Деревня известна с 1646–1652 годов под названием деревни Тураева. Первоначально принадлежала татарским мурзам Ишеевым.
В XVIII – первой половине XIX веков жители относились к категории государственных крестьян. Основные занятия жителей в этот период – земледелие и скотоводство.
В «Списке населенных мест по сведениям 1859 года», изданном в 1866 году, населённый пункт упомянут как казённая деревня Танай-Тураева 2-го стана Тетюшского уезда Казанской губернии. Располагалась при речке Улеме, по правую сторону торгового тракта из Тетюш в Свияжск, в 30 верстах от уездного города Тетюши и в 28 верстах от становой квартиры во владельческом селе Знаменское (Чипчаги). В деревне в 75 дворах жили 416 человек (187 мужчин и 229 женщин). Была мечеть.
В начале XX века в деревне функционировали мечеть, медресе, 2 ветряные мельницы, 2 крупообдирки, 6 мелочных лавок. В этот период земельный надел сельской общины составлял 876,9 десятины.
До 1920 года деревня входила в Ильинско-Шонгутскую волость Тетюшского уезда Казанской губернии. С 1920 года в составе Тетюшского, с 1927 года – Буинского кантонов ТАССР. С 10 августа 1930 года в Апастовском, с 1 февраля 1963 года в Тетюшском, с 4 марта 1964 года в Апастовском районах.
С 1928 года деревня входила в сельхозартель «Марс».

## Население
| 1782 | 1859 | 1897 | 1908 | 1920 | 1926 | 1938 | 1949 | 1958 | 1970 | 1979 | 1989 | 2002 | 2010 | 2015 |
| ---- | ---- | ---- | ---- | ---- | ---- | ---- | ---- | ---- | ---- | ---- | ---- | ---- | ---- | ---- |
| 90   | 416  | 781  | 905  | 924  | 755  | 594  | 477  | 414  | 408  | 328  | 232  | 207  | 190  | 213  |

Национальный состав села: татары.

## Экономика
Жители работают преимущественно в сельскохозяйственном предприятии «Свияга», занимаются свиноводством, молочным скотоводством.

## Инфраструктура
В селе действует детский сад, сельский клуб, фельдшерско-акушерский пункт, библиотека.